# ドリュー・ワイスマン
ドリュー・ワイスマン（Drew Weissman, 1959年9月7日 - ）は、アメリカ合衆国の医師、生物学者。ビオンテック/ファイザーとモデルナによって開発されたCOVID-19のmRNAワクチンの基礎を築いた、RNA生物学の研究で最もよく知られている。ワイスマンは、ペンシルベニア大学ペレルマン医学大学院で医学教授を務めている。マサチューセッツ州レキシントン生まれ。2023年にカリコー・カタリンとともにノーベル生理学・医学賞を受賞した。

## 教育・研修
ワイスマンは1981年にブランダイス大学で生化学と酵素学を専攻して学士号と修士号を取得し、ジェラルド・ファスマンの研究室で働いた。彼はボストン大学で免疫学と微生物学を専攻して大学院を卒業し、1987年に医務博士号と医学博士号を取得した。その後、ワイスマンはベス・イスラエル・ディーコネスメ医療センターで研修を行い、その後、アメリカ国立アレルギー・感染症研究所の現在の所長であるアンソニー・ファウチの監督の下、アメリカ国立衛生研究所（NIH）でフェローとなった。

## キャリア
1997年、ワイスマンはペンシルベニア大学に移り、RNAと自然免疫系の生物学を研究するために研究室を立ち上げた。ワイズマンとカリコー・カタリンは、ペンシルベニア大学において、RNAを治療に利用するための改造方法を発見し、特許を取得して発表した。2006年、カリコーと共同でRNARx社を設立した。彼らは、新しいRNA治療法の開発を目指している。ワイスマンは、同大学医学部教授であり、米国臨床研究連盟、米国医師会、米国免疫学会の会員でもある。

## 科学的な貢献
ワイスマンは、ワクチンを研究する免疫学者であるが、同僚で共同研究者のカリコー・カタリンとは、ペンシルバニア大学のコピー機のところで出会い、RNA研究の資金不足について共感した。当時、カリコーは脳の病気や脳卒中に対してRNA治療を試みていた。ワイスマンはカリコーと共同研究を開始し、カリコーはワクチンへのRNA技術の適用に焦点を移した。彼らが直面した主な障害は、RNAが有害反応として、望ましくない免疫および炎症反応を引き起こすことだった。2005年には、彼らは合成ヌクレオシドを用いてRNAを修飾し、体内から見えなくするという画期的な研究結果を発表した。この画期的な進歩は、RNA治療薬の使用の基礎を築き、最終的には、ビオンテック/ファイザーとモデルナが彼らからCOVID-19ワクチン開発ライセンスを取得した。
ワイスマンはまた、タイのチュラロンコン大学の科学者と協力して、COVID-19ワクチンを開発し、同国およびすぐには入手できない近隣の低所得国に提供している。

## 特許
ワイスマンは、US8278036B2やUS8748089B2などの多くの特許の発明者であり、これらの特許には、RNAをワクチンやその他の治療に適したものにするために必要な修正が詳細に記載されている。その後、これらの特許はCellscript社の創業者兼CEOであるGary Dahlにライセンスされ、Dahlはその後、モデルナとビオンテックにこの技術をライセンスし、最終的にCOVID-19ワクチンに使用された。

## 主な受賞歴
以下特筆のない限り、カリコー・カタリンと共同受賞
- 2020年 - ローゼンスティール賞[14]
- 2021年 
  - アストゥリアス皇太子賞学術・技術研究部門（カリコー・カタリンほか5名と共同）[15]
  - ルイザ・グロス・ホロウィッツ賞[16]
  - オールバニ・メディカルセンター賞[17]
  - ラスカー・ドゥベーキー臨床医学研究賞[18]
  - 国際ポール・ヤンセン生物医学研究賞[19]
  - ウィリアム・コーリー賞（カリコー・カタリンほか2名と共同）[20]
  - プリンス・マヒドール賞[21]
  - 生命科学ブレイクスルー賞2022[22][23]）
  - BBVA Foundation Frontiers of Knowledge Award[24]
  - ハーヴェイ賞（カリコー・カタリンほか2名と共同）[25]
- 2022年 
  - ベンジャミン・フランクリン・メダル[26]
  - ジェシー・スティーヴンソン・コヴァレンコ・メダル[27]
  - 日本国際賞[28]
  - ガードナー国際賞[29]
  - ウォーレン・アルパート財団賞[30]
  - ロベルト・コッホ賞[31]
  - 唐奨バイオ医薬部門（カリコー・カタリンほか1名と共同）[32]
- 2023年 
  - ノーベル生理学・医学賞[33]